# Lae Riman
Lae Riman is een bestuurslaag in het regentschap Aceh Singkil van de provincie Atjeh, Indonesië. Lae Riman telt 279 inwoners (volkstelling 2010).